# Бравнице (Језеро)
Бравнице су насељено мјесто у општини Језеро, Република Српска, БиХ. Према попису становништва из 1991. у насељу је живјело 868 становника.

## Историја
До распада Југославије насеље Бравнице се налазило у општини Јајце. Насеље је подјељено 1995. године и постоји као два самостална насеља, у Републици Српској и Федерацији БиХ, БиХ.

## Становништво
Према попису становништва из 1991. године место је имало 868 становника.
Национални састав:
| Националност | 1991. |
| Срби         | 741   |
| Муслимани    | 111   |
| Југословени  | 12    |
| Хрвати       | 4     |
| Укупно       | 868   |

| Демографија | Демографија | Демографија |
| Година      | Становника  | Становника  |
| ----------- | ----------- | ----------- |
| 1961.       | 324         |             |
| 1971.       | 865         |             |
| 1981.       | 977         |             |
| 1991.       | 868         |             |